# Џорџтаун (Острво Принца Едварда)
Џорџтаун (енгл. Georgetown) је варош у канадској провинцији Острво Принца Едварда и административно је седиште Округа Кингс. 
Варошица се налази на крајњем истоку острва, на 8 км дугачком полуострву. Јужније од саме вароши налази се природна лука у области познатој као Три Систерс. 
Насеље је 1732. основао француски привредник Жан Пјер Рома који се овде искрцао са још стотињак насељеника са циљем производње хране за потребе француске тврђаве Луизбург на суседном острву Кејп Бретон. Французи су то насеље називали Троа Ривије. Британци су насеље спалили у целости 1745. године. Насеље је касније обновљено и добило је име у част енглеског краља Џорџа III.
Према подацима пописа становништва из 2011. у вароши је живело 675 становника у 285 домаћинстава, што је за 6,5% више у односу на попис из 2006. када су регистрована 634 становника.